# Ньютон-секунда
Нью́тон-секу́нда (позначення: Н·с, англ. newton-second, N·s) — одиниця вимірювання імпульсу сили, похідна одиниця SI. Одна ньютон-секунда відповідає імпульсу сили в один ньютон, прикладеній протягом однієї секунди. За розмірністю імпульс сили є еквівалентним одиниці кількості руху кілограмометр на секунду (кг⋅м/с).
{\displaystyle {\vec {F}}\cdot t=\Delta m{\vec {v}}}
Цей вираз можна використовувати, щоб визначити результуючу швидкість маси, якщо сила прискорює масу протягом певного інтервалу часу.

## Визначення
Кількість руху описується формулою:
{\displaystyle {\vec {p}}=m{\vec {v}},}
де:
{\displaystyle {\vec {p}}} — кількість руху у ньютон-секундах (Н⋅с) або кілограмометрах на секунду (кг⋅м/с);
{\displaystyle m} — маса у кілограмах (кг);
{\displaystyle {\vec {v}}} — швидкість у метрах за секунду (м/с).

## Приклади
У цій таблиці наведено величини деяких імпульсів для різних мас та швидкостей.
| Маса (кг) | Швидкість (м/с) | Кількість руху (Н⋅с) | Пояснення |
| --------- | --------------- | -------------------- | --- |
| 0.42      | 2.4             | 1                    | Футбольний м'яч масою 420 грамів (15 унцій) розганяється до швидкості 8,6 км/год |
| 0.42      | 38              | 16                   | Імпульс відомого футбольного удару бразильського гравця Роберто Карлоса у матчі проти Франції в 1997 році. М'яч мав швидкість 137 км/год, що зробило його одним з найсильніших виміряних ударів по м'ячу |
| 1300      | 10              | 13000                | Чотиридверний автомобіль масою 1300 кг зазнає удару при швидкості 36 км/год від зіткнення з нерухомою перешкодою                                                                                         |
| 2000      | 10              | 20000                | Середньорозмірний кросовер масою 2000 кг при ударі зі швидкості 36 км/год |
| 6         | 1               | 6                    | Загальний імпульс моделі ракети класу C з двигуном, що використовується в аматорському ракетомоделюванні                                                                                                 |
| 10        | 2               | 20                   | Загальний імпульс моделі ракети класу D з двигуном, що використовується в аматорському ракетомоделюванні                                                                                                 |
| 2030000   | 8050            | 1.63×10              | Спейс Шаттл при виведенні із Землі на орбіту |
| 45702     | 10834           | 4.95×108             | Аполлон-11 при виведенні із Землі на орбіту |
| 0,0075    | 350             | 2,6                  | 7,5-грамова куля пістолетної зброї (наприклад, Парабеллум калібру 9 мм), випущена зі швидкістю 350 м/с                                                                                                   |
| 0.004     | 945             | 3,8                  | 4-грамова куля автомата (наприклад, 5,56×45 мм НАТО), випущена зі швидкістю 945 м/с |
| 0,05      | 860             | 43                   | A 50-грамів (1,8 унція) 50-грамова куля великокаліберної снайперської гвинтівки (наприклад, .50 BMG), випущена зі швидкістю 860 м/с                                                                      |